# Arnold Jonke
Arnold Jonke (* 25. Dezember 1962 in Perau, Kärnten) ist ein ehemaliger österreichischer Ruderer.

## Leben
Jonke begann mit professionellen Ausüben des Rudersports im 18. Lebensjahr. Seine größten sportlichen Erfolge feierte er zusammen mit seinem Partner Christoph Zerbst im Doppelzweier. Ihre erste internationale Medaille gewannen die beiden 1989 mit der Bronzemedaille bei den Weltmeisterschaften im jugoslawischen Bled. 1990 wurde das Team in Tasmanien (Australien) Weltmeister vor den Deutschen Thomas Lange/Stefan Ullrich. Der letzte Höhepunkt ihrer Karriere waren die Olympischen Sommerspiele 1992 in Barcelona, wo Jonke und Zerbst hinter den Australiern Stephen Hawkins und Peter Antonie die Silbermedaille gewannen.

## Auszeichnungen (Auszug)
- 1990 und 1992: Auszeichnung zum „Kärntner Sportler des Jahres“ durch den Sportpresseklub Kärnten (gemeinsam mit seinem Partner Christoph Zerbst)[1]
- 1992: Silbernes Ehrenzeichen für Verdienste um die Republik Österreich
- 2001: Goldenes Ehrenzeichen für Verdienste um die Republik Österreich